# Johannes Bogerman
Johannes Bogerman (Upleward, 1576 – Franeker, 11 september 1637) was een Nederlands theoloog, predikant en Bijbelvertaler. Hij kreeg bekendheid als voorzitter van de Synode van Dordrecht in 1618 en als vertaler van gedeelten van het Oude Testament in de Statenvertaling.
Bogerman werd geboren te Upleward in Oost-Friesland als zoon van Johannes Bogerman, een voormalig pastoor en later predikant. Bogerman was streng calvinistisch en fel bestrijder van aanhangers van afwijkende calvinistische en andere varianten van het christelijk geloof zoals de socinianen, arminianen en doopsgezinden. Hij studeerde aan de universiteit van Franeker en was vervolgens predikant te Sneek (1599-1602), Enkhuizen (1603-1604) en Leeuwarden (1604-1634) en hoogleraar theologie aan de universiteit van Franeker (1634-1637). Hij was gehuwd met Grietje Piers en overleed kinderloos.
Op 1 maart 1605 werden de Friese gedeputeerden Wiarda en Oenema gecommitteerd om zich met Willem Lodewijk van Nassau-Dillenburg en Johannes Bogerman te vervoegen bij Jacobus Lautenbach, een aanhanger van het socinianisme, om deze te vragen of hij bij 'sijne opinie en dwalinge' bleef.

## Vernoemingen
De volgende scholen zijn vernoemd naar Johannes Bogerman:
- CSG Bogerman in Sneek
- De Johannes Bogermanschool in Houten
- De Ds. Johannes Bogermanschool in Oosterland (Zeeland)
- De Ds. J. Bogermanschool in Dordrecht
- De Basisschool Johannes Bogerman in Rotterdam
- De gereformeerde basisschool Johannes Bogerman in Grootegast
- Basisschool Johannes Bogermanschool in Vriezenveen